# Warner Bros. Games
Warner Bros. Games (anteriormente Warner Bros. Interactive Entertainment) es una distribuidora estadounidense de videojuegos con sede en Burbank, California, y parte de la unidad de Global Streaming and Interactive Entertainment de Warner Bros. Discovery (WBD). La distribuidora se fundó como Warner Bros. Interactive Entertainment el 14 de enero de 2004, bajo Warner Bros. Entertainment, y se transfirió a su división Home Entertainment cuando se formó esta empresa en octubre de 2005. Warner Bros. Games gestiona los estudios de desarrollo de videojuegos TT Games, Rocksteady Studios, NetherRealm Studios, Monolith Productions, WB Games Boston, Avalanche Software y WB Games Montréal, entre otros.

## Estudios

### Actuales
- Avalanche Software
- NetherRealm Studios en Chicago, Illinois (sitio oficial), fundado en Chicago Midway Games en 1988, adquirido de Midway Games el 27 de julio de 2009.
- Rocksteady Studios en Londres, Inglaterra (sitio oficial Archivado el 4 de enero de 2014 en Wayback Machine.), fundado en 2004 y adquirida la participación mayoritaria en febrero de 2010.
- TT Games en Buckinghamshire, Inglaterra (sitio oficial), fundado en 2005, adquirido el 8 de noviembre de 2007.
- Turbine, Inc. en Westwood, Massachusetts (sitio oficial), fundado en 1994, adquirido en 2010.
- WB Games en Kirkland, Washington[2] (sitio oficial), se inició en 2005, se convirtió en un promotor interno en 2007.
- WB Games Montreal en Montreal, Canadá[3] (sitio oficial), fundado en 2010.
- WB Games Boston en Needham, Massachusetts, fundada en 1994, adquirida en 2010.
- WB Games New York en Troy, Nueva York, fundada como Agora Games en 2005, adquirida y renombrada en 2017.[4]
- WB Games San Francisco en San Francisco, fundada en 2013.[5]

### Antiguos
- Surreal Software en Kirkland, Washington  (sitio oficial), fundado en 1995, adquirido de Midway Games el 27 de julio de 2009. Cerrada en 2009
- Snowblind Studios en Seattle, Washington (sitio oficial), fundada en 1997, adquirió en 2009. Cerrada en 2012
- Monolith Productions en Kirkland, Washington (sitio oficial), fundado en 1994, adquirido en 2004. Cerrado en 2025 [6]
- WB Games San Diego en San Diego; fundada en 2019 y cerrada en 2025.[7][6]